# ثلاثي الكلابيندازول
ثُلاثي الكلابيندازول أو ترايكلابيندازول (بالإنجليزية: Triclabendazole)‏ ويباع تحت الاسم التجاري إيجاتين بالإضافة لعدد من الأسماء الأُخرى، وهو دواء يستعمل لعلاج الديدان المثقبة الكبدية وخاصةً في علاج داء المتورقات وَداء جانبية المناسل، وهو فعال جداً في الحالتين، وغالباً ما يكون العلاج في المستشفى، وقد يتطلب العلاج أخذ الدواء عن طريق الفم مرة واحدة أو مرتين.
الآثار الجانبية لهذا الدواء قليلة بشكل عام، حيثُ تشمل آلام في البطن وصداع، وقد يحدث مغص مراري نتيجةً لموت الديدان، ولا يُسبب الدواء أي ضرر أثناء استخدامه في فترة الحمل، مع العلم أنَّ الدراسات على فئة الحوامل لم تتم بشكل جيد. يعتبر هذا الدواء من عائلة البنزيميدازول المُستخدمة للتخلص من الديدان.
يُعتبر هذا الدواء ضمن الأدوية الأكثر فعالية وأمان والمطلوبة في نظام الرعاية الصحية، حيثُ يتواجد على قائمة منظمة الصحة العالمية للأدوية الأساسية. لا يتوفر الدواء بشكل تجاري في الولايات المتحدة، ويمكن الحصول عليه للاستخدام البشري من منظمة الصحة العالمية. يُستخدم الدواء في بعض الحيوانات الأُخرى.

## التركيب الكيميائي
ثلاثي الكلابيندازول أحد أعضاء عائلة بنزيميدازول الطاردة للديدان، حيثُ تمتلك أعضاء هذه العائلة نفس التركيب الجزيئي، ولكن يختلف ثلاثي الكلابيندازول باحتوائه على حلقة بنزين مكلورة ولكن لا توجد مجموعة كربامات. بشكل عام تقبل عائلة البنزيميدازول (مثل ثلاثي الكلابيندازول) الارتباط بتوبيولين بيتا، كما تمنع بلمرة الأنيبيبات الدقيقة المحتوية عليها.

## التاريخ
منذ أواخر عام 1990 أصبح دواء ثلاثي الكلابيندازول متوافر ضمن الأدوية العامة، حيثُ انتهت براءة اختراعه في العديد من البُلدان، وبالتالي تطورت العديد من المُنتجات مِنه مِثل ترايفنتيل وهو مُعلق 15% ثلاثي الكلابيندازول والذي أُطلق في أوائل عقد 2000، وفي عام 2009 تم تطوير وإطلاق أول محلول ثلاثي كلابيندازول قابل للحقن (جنباً إلى جنب مع الإيفيرمكتين). كما يوجد محلول فاسيجيكت بلس وهو عبارة عن 36% ثلاثي الكلابيندازول وَ0.6% إيفيرمكتين، حيثُ تم استخدامه لعلاج العدوى الحاصلة من المتورقة الكبدية (غير الناضجة والناضجة)، ولعلاج الديدان الأسطوانية والطفيليات الخارجية كذلك.
اسم فاسينكس هو اسم العلامة التجارية للاستخدام البيطري، واسم إيجاتين هو اسم العلامة التجارية للاستخدام البشري.

## روابط خارجية
- "تقرير الاجتماع غير الرسمي لمنظمة الصحة العالمية حول استخدام ثلاثي الكلابيندازول في السيطرة على داء المتورقات" (PDF). who.int. 2006. مؤرشف من الأصل (PDF) في 2019-04-29.